# 張翠
張翠（?—?），战国时期韩国的官员。
前307年（周赧王八年、韩襄王五年、秦武王四年），楚国围攻秦国盟友韩国的雍氏城长达五个月。韩国派尚靳向秦国求救，宣太后问韩国会给秦国什么好处。尚靳回来报告韩襄王，韩襄王再遣张翠出使秦国。张翠称病，一天走一县。张翠见到甘茂，甘茂说韩国这么危急吗，先生抱病而来。张翠说韩国还没有危急，就要危急了。甘茂说：“秦国大国王贤，韩国是缓是急都知道。现在先生说不危急，可以吗。张翠说：“韩国危急就投靠楚国了，我还敢来吗？”甘茂说：“先生不要再说了。”甘茂派人对秦昭襄王说，韩国公仲得到秦国军事支持，所以敢对抗楚国。今雍氏被围，而秦军不出殽山，会失掉韩国。公仲低头不上朝，公叔就以韩国南合楚国。楚、韩合一，魏国不敢不听从，楚国就能联合三国谋秦。如此，伐秦的局面形成了。不知道是坐而等待他人进攻有利，还是进攻别人之利。秦王同意了，于是派兵出殽山救援韩国。